# Vincenzo Li Muli
Vincenzo Li Muli (Palermo, 19 marzo 1970 – Palermo, 19 luglio 1992) è stato un poliziotto italiano, morto nella strage di via D'Amelio.

## Biografia
Entrò nella Polizia di Stato nel 1990 e divenne agente effettivo nel 1992, quando fu assegnato all'ufficio scorte della Questura di Palermo. A maggio del 1992 rimase turbato dalle immagini della strage di Capaci e per tale motivo chiese ed ottenne di essere assegnato alla scorta del giudice Paolo Borsellino. Morì insieme al giudice Borsellino e ai suoi colleghi della scorta Agostino Catalano, Walter Eddie Cosina, Emanuela Loi e Claudio Traina nella strage di via D'Amelio. Era il più giovane della squadra.
Oggi riposa nel Cimitero di Santa Maria di Gesù a Palermo.